# Shinji Higuchi
Shinji Higuchi (樋口 真嗣 Higuchi Shinji?,  Tokio, Japón, 22 de septiembre de 1965) es un artista de guion gráfico, supervisor de efectos especiales, director y animador japonés. Higuchi es uno de los supervisores de efectos especiales más destacados de Japón. Es quizás más conocido por su trabajo en la trilogía de Gamera en la década de 1990.

## Biografía

### Inicios y primeros proyectos
Higuchi fue uno de los cuatro miembros fundadores de Daicon Films (hoy en día Gainax), junto con Hideaki Anno, Yoshiyuki Sadamoto y Takami Akai. Un artista de gran talento, trabajó en muchas de las primeras producciones de anime y tokusatsu del estudio, ocupándose de los guiones gráfico y los efectos especiales. También trabajaría con el director de efectos especiales Teruyoshi Nakano como asistente no acreditado en el filme Godzilla (1984). Su primer trabajo importante vendría con la película de comedia daikaiju de bajo presupuesto, Yamata no Orochi no Gyakushū, estrenada en 1985. Continuó trabajando como guionista gráfico para proyectos de anime, tales como Top wo nerae! Gunbuster (1988) y Otaku no Video (1991), y fue el director de efectos especiales para el thriller Mikadroid, que fue producido por Tōhō/Tsuburaya Productions en 1991.
Como miembro clave de Gainax, también jugó un papel importante en la creación de la que sería una de las series de anime más populares, Neon Genesis Evangelion (1995), donde fue escritor, director de arte y guionista gráfico. El protagonista de la serie, Shinji Ikari, fue nombrado como él. Más tarde, interpretó a un músico inspirado en sí mismo en 2 episodios de Kare Kano.

### Trabajos posteriores

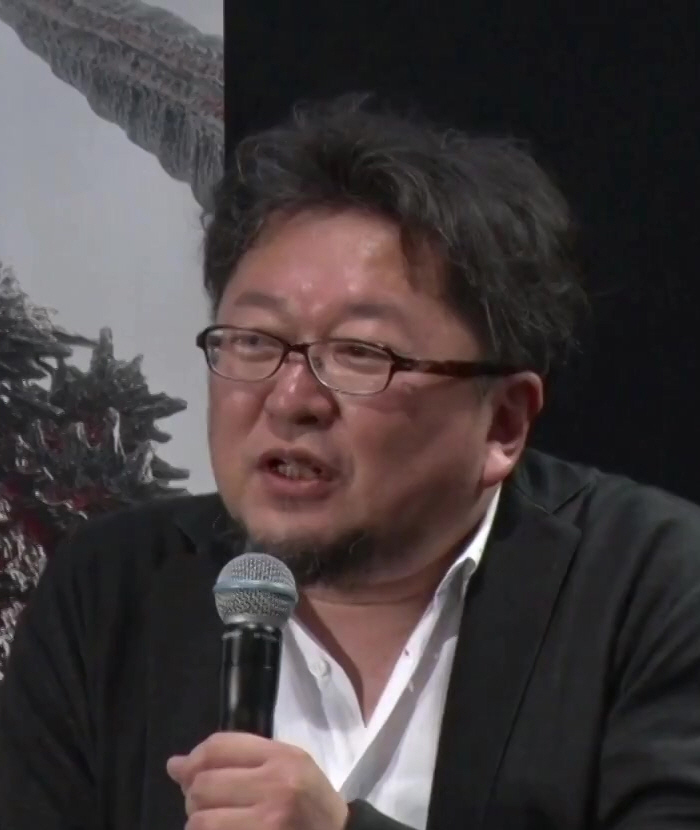
Higuchi durante una entrevista de Shin Godzilla, junio de 2016.

Ese mismo año sería otro punto de inflexión para Higuchi; dirigió los efectos especiales para la muy aclamada trilogía de Gamera, las cuales fueron dirigidas por Shusuke Kaneko. Higuchi demostró ser un gran maestro en el campo de los efectos especiales japoneses con la película final, Gamera 3: Jyashin Iris Kakusei en 1999. Continuó dirigiendo efectos especiales para películas como Sakuya - Slayer of Demons (2000), Princess Blade y Pistol Opera, ambas de 2001. Además de su dirección en efectos especiales, Higuchi proporcionó la animación CG para la primera película de Hamtaro, e interpretó las escenas de lucha para el filme tokusatsu CG, Casshern (2004), basada en la serie de anime de Tatsuo Yoshida.
En 2005, dirigió la epopeya tokusatsu de ciencia ficción sobre la Segunda Guerra Mundial, Lorelei, que se convirtió en un éxito de taquilla en Japón. Su siguiente proyecto fue una nueva versión de la clásica película sobre catástrofes de Toho de los años 70, Japan Sinks, lanzada en 2006. El filme fue un gran éxito en taquilla, pero fue mal recibida por la crítica y obtuvo el segundo lugar en los Bunshun Kiichigo Awards (el equivalente japonés a los Razzie Awards) en 2006. Higuchi también  dirigió Kakushi Toride no San-Akunin, estrenada el 10 de mayo de 2008. Es una nueva versión de La fortaleza escondida de Akira Kurosawa.
En 2015, Higuchi dirigió la adaptación de acción en vivo en dos partes de Shingeki no Kyojin. Recientemente codirigió Shin Godzilla con Hideaki Anno, estrenada en Japón el 29 de julio de 2016. Higuchi fue nominado para un premio de la Academia de Japón por su trabajo en el filme, el cual ganó siete premios, incluido un premio que ganó junto con Anno. Higuchi apareció como invitado de honor en "Famous Monsters Convention Dallas" el 26, 27 y 28 de mayo de 2017 con el veterano camarógrafo de efectos especiales Keiichi Sakurai, patrocinado por la revista de cultura tokusatsu Monster Attack Team. La convención proyectó Shin Godzilla. Del 14 al 16 de julio de 2017, Higuchi apareció como invitado especial en G-FEST XXIV en el Crowne Plaza Chicago O'Hare, la reunión más grande programada regularmente de los fanáticos de Godzilla.

## Filmografía

### Director
- Lorelei (2005)
- inking of Japan ( (2006)
- Kakushi Toride no San-Akunin (2008)
- Nobō no Shiro (2012)
- Shingeki no Kyojin (2015)
- Shingeki no Kyojin: End of the World (2015)
- Shin Godzilla (2016)

### Asistente de director
- Ōritsu Uchūgun: Oneamisu no Tsubasa (1987)

### Director de efectos especiales
- Mikadroid (1991)
- Gamera: Daikaijū Kūchū Kessen (1995)
- Gamera 2: Legion Shūrai  (1996)
- Gamera 3: Jyashin Iris Kakusei (1999)
- Shin Godzilla (2016)

### Director de efectos visuales
- Shin Godzilla (2016)

### Asistente de efectos visuales
- Godzilla (1984)

### Guion gráfico
- Top wo nerae! Gunbuster (1988)
- Fushigi no Umi no Nadia (1990-1991)
- The End of Evangelion (1997)
- Casshern (2004)
- Rebuild of Evangelion (2007-presente)
- Tekken: Blood Vengeance (2011)
- Kill la Kill (2013)

### Escritor
- Neon Genesis Evangelion (1995-1996)
- The End of Evangelion (1997)